# Margarida del Regne Unit (comtessa de Snowdon)
Margarida del Regne Unit, comtessa de Snowdon (Castell de Glamis 1930 - Londres 2002). Princesa del Regne Unit amb el tractament d'altesa reial que, per concessió de la reina Elisabet II del Regne Unit, ostentà el comtat de Snowdon.

## Biografia
Nascuda al Castell de Glamis a Escòcia el dia 21 d'agost de l'any 1930 essent filla dels llavors ducs de York i després rei Jordi VI del Regne Unit i lady Elisabet Bowes-Lyon, Margarida era néta per via paterna del rei Jordi V del Regne Unit i de la princesa Maria de Teck, mentre que per via materna ho era del comte i de la comtessa de Strathmore i Kinghorne.
Com a néta d'un monarca britànic per via masculina rebé des del seu naixement el tractament d'altesa reial i el títol de princesa del Regne Unit. Sota els noms de Margarida Rosa fou batejada a la Capella privada del Palau de Buckingham essent apadrinada pel Príncep de Gal·les, la princesa Victòria del Regne Unit, la princesa Íngrid de Suècia, lady Rose Leveson-Gower i lord David Bowes-Lyon.
Durant la seva infància fou educada al costat de la seva germana, la futura reina Elisabet II del Regne Unit, sota les ordres de la seva àvia paterna, la reina Maria, i sota la supervisió d'una institutriu, Marion Crawford. Els ducs de York i la seva família visqueren entre Londres i una finca de la Família Reial al comtat de Surrey.
L'any 1936, arran de l'abdicació del seu padrí i oncle, el rei Eduard VIII del Regne Unit, el seu pare esdevingué rei del Regne Unit amb el nom de Jordi VI del Regne Unit. Immediatament la família es traslladà al Palau de Buckingham. Des de ben jove la princesa Margarida participà activament en actes de la Corona, entre els quals destaca les Noces de Plata del regnat dels seus avis, el rei Jordi V del Regne Unit i la princesa Maria de Teck, l'any 1935, i el casament del seu oncle el príncep Jordi del Regne Unit amb la princesa Marina de Grècia. Però fou a partir de l'any 1937, any en què fou coronat el seu pare, que la princesa començà a desenvolupar un major rol públic en el si de la família reial.
L'any 1950, dos anys abans de la mort del seu pare, aparegué als mitjans de comunicació sensacionalista un idil·li entre la princesa Margarida i el capità Peter Townsend, un heroi de la Batalla del Regne Unit de la Segona Guerra Mundial. Townsend, que era bastants anys més gran que la princesa, era un home divorciat. Malgrat que Margarida hauria pogut casar-se amb Townsend, ella hauria perdut el seu títol, la llista civil i els altres drets inherents a la seva pertinença a la Família Reial. Sota una gran pressió, i aconsellada per l'arquebisbe de Canterbury, la princesa publicà un comunicat en què renunciava a un possible matrimoni amb el capità Townsend després d'haver sospesat el rol de la Corona i la seva convicció de la indissolubilitat del matrimoni cristià.
Després de diferents idil·lis, entre els quals cal senyalar el viscut amb John Turner, primer ministre del Canadà, el 6 de maig de l'any 1960 el Palau de Buckingham anuncià el casament de la princesa Margarida amb el fotògraf Antony Armstrong-Jones, fill de Ronald Armstrong-Jones i de la comtessa de Rosse. La parella tingué dos fills:
- SE lord David Armstrong-Jones, vescomte de Linley, nat el 1961 a Clarence House. Es casà el 1993 amb lady Serena Stanhope.

- SE lady Sarah Armstrong-Jones, lady Chatto, nada el 1964 a Palau de Kensington. Es casà el 1994 amb David Chatto.

El casament de la princesa Margarida amb Antony Armstrong-Jones fou considerat el primer matrimoni modern de les famílies reials europees, ja que fou la primera cerimònia retransmesa en directe per la televisió. Alhora, el casament evidencià un punt de fricció entre la família reial britànica i la resta de famílies reials europees, molestes per la llunyania i el menyspreu amb què la família reial britànica les tractava; cap membre de famílies reials europees regnants acudí a la cerimònia oferta a Londres.
A partir de 1947, la princesa realitzà diversos tours per les colònies britàniques, visitant Sud-àfrica el 1947 o les colònies del Carib el 1955. La princesa també inicià un rol representatiu de la Corona en diverses celebracions d'independència de diferents colònies. Sempre es mostrà gran amant de les causes caritatives, la música i el ballet.
La vida privada de la princesa Margarida fou durant molts anys centre de l'especulació de la premsa i de l'opinió pública britànica i tingué un gran ressò en el si de la societat britànica, des del seu idil·li amb Peter Townsend o amb el primer ministre canadenc fins a les festes amb drogues que la princesa celebrava a la seva residència de l'illa de Mustique.
L'any 1961, la reina Elisabet II del Regne Unit concedí el comtat de Snowdon i el vescomtat de Linley a Antony Armstrong-Jones.
L'any 1970, les revelacions d'un idil·li de la princesa amb el jardiner Roddy Llewellyn van provocar el divorci de la princesa del seu marit, i esdevingué aquest el primer divorci d'una princesa britànica des del de la princesa Victòria Melita del Regne Unit l'any 1901. La princesa inicià un seguit d'idil·lis entre els quals hom ha de destacar el mantingut amb Mick Jagger, Peter Sellers, Anthony Barton o Robin Douglas-Home, que se suïcidà pocs mesos després que la princesa l'abandonés. A més a més, aparegueren molts comentaris sobre la possibilitat que la princesa mantingués relacions lèsbiques amb la filla d'un ambaixador a la Cort de Saint-James.
Gore Vidal afirma en un dels seus llibres: "Ella era molt més intel·ligent i avançada que allò que requeria el període en què visqué". Alhora recull un més que remarcable comentari de la Princesa: "És inevitable, quan en una família hi ha dues germanes i quan una d'aquestes és la Reina, aquesta és font d'honor i de tot allò que és bo mentre que l'altra és la germana dimoni, font de tot allò que és maliciós".
Fumadora empedreïda tota la seva vida, la princesa visqué els últims cinc anys de la seva vida enmig de malalties i ingressos hospitalaris. L'any 1998, la princesa Margarida es trencà el peu en un accident al lavabo de la seva finca de l'illa de Mustique, la qual cosa li provocà importants problemes de mobilitat. Se li diagnosticaren problemes respiratoris greus, que li causaren la mort el dia 9 de febrer de l'any 2002. L'última aparició pública fou en les celebracions, el mes de desembre de l'any 2001, del centenari del naixement de la seva tia, la Duquessa de Gloucester.

## Després de la seva mort
L'any 2004, després de la seva mort, es conegueren papers dels Serveis Secrets que asseguraven que encara que la princesa Margarida s'hagués casat amb el capità Townsend, no hauria perdut el seu títol de princesa ni la seva llista civil. A més a més, senyalen les pressions que la família reial rebé arran d'aquesta possibilitat a conseqüència de la possibilitat que es repetís un escàndol semblant del de l'any 1936, quan Eduard VIII del Regne Unit abdicà per contraure matrimoni amb la divorciada nord-americana Wallis Simpson.
L'any 2006 els seus fills decidiren celebrar una subhasta pública a la Galeria Sotheby's de Londres amb els objectes personals de la princesa, entre els quals hi destacaren la famosa Tiara Poltimore o un rellotge de Fabergé herència de la seva àvia paterna. El vescomte de Linley i lady Sarah Chatto obtingueren fins a vint-i-quatre milions de lliures esterlines per les nombroses peces familiars.